# Jaroslav Aster
Jaroslav Aster (7. září 1877 Praha – 28. září 1944 Praha) byl československý politik a meziválečný poslanec Národního shromáždění za Československou sociálně demokratickou stranu dělnickou.

## Biografie
Počátkem 20. století stál u zrodu sociálně demokratického hnutí v Šumperku. Podle údajů k roku 1920 byl profesí redaktorem v Teplicích-Šanově.
V parlamentních volbách v roce 1920 získal za Československou sociálně demokratickou stranu dělnickou mandát v Národním shromáždění.